# Auzouville-Auberbosc
Auzouville-Auberbosc è un comune francese di 270 abitanti situato nel dipartimento della Senna Marittima nella regione della Normandia.

## Società

### Evoluzione demografica
Abitanti censiti